# Feuerschleife
Eine Feuerschleife (auch Feuerschlitten, Feuerkufen) war ein mittelalterliches Gerät zur Löschung von Feuer. Es handelte sich um einen mit Wasser gefüllten Bottich auf Schlittenkufen, der immer am Rande des Marktplatzes in der Nähe des Rathauses stand. Im Falle eines Brandes konnte dieser Bottich sofort zu der Feuerstelle gezogen werden.